# Ellen Foley
Ellen Foley (St. Louis, 5 juni 1951) is een Amerikaanse zangeres en actrice. Ze heeft vijf solo-albums gemaakt, maar is vooral bekend vanwege haar samenwerking met andere artiesten, van wie Meat Loaf waarschijnlijk de bekendste is.

## Muziek
Haar doorbraak kwam eind 1977 met het zingen van het duet Paradise by the Dashboard Light met Meat Loaf dat op diens album Bat Out of Hell staat.
Haar debuutalbum Night Out kwam uit in 1979, en is tevens haar bekendste album. Het bevat onder meer de hitsingles We Belong to the Night en What's a Matter Baby. Het album werd geproduceerd door Ian Hunter and Mick Ronson die er ook op meespeelden. Haar daaropvolgende solo-albums waren Spirit of St. Louis (1981) en Another Breath (1983).
Verder is zij te horen op het album Sandinista! van The Clash in het nummer Hitsville UK. Alle vier de leden van The Clash werkten mee aan Foleys album Spirit of St. Louis, waarop ook leden van de Blockheads te horen zijn. In 1984 werkte ze mee aan het album Body and Soul van Joe Jackson.
Later werkte Ellen Foley mee aan de band met de naam Pandora's Box, opgericht door Jim Steinman in 1989. Ellen Foley is getrouwd met de schrijver Doug Bernstein. Het paar woont in Manhattan.

## Toneel, film en televisie
Ellen Foley heeft een actieve carrière met optredens in diverse Broadway-shows, films en televisieprogramma's. Zo trad ze op Broadway onder andere op in shows als Me and My Girl en de revival van de musical Hair en Off-Broadway in Beehive. Ze speelde in eerste instantie de rol van de heks in Stephen Sondheims Into the Woods in het Old Globe Theater in San Diego, maar werd vervangen door Bernadette Peters voordat de show naar New York kwam. Nadat de show op Broadway kwam nam zij uiteindelijk de rol toch weer over.
Haar bekendste rol op televisie is als de advocate Billie Young in het programma Night Court gedurende één seizoen. Hierna werd zij vervangen door Markie Post. Verder had zij rollen in Miloš Formans filmversie van de musical Hair uit 1979, en in de films Cocktail, Fatal Attraction en Married to the Mob.

## Discografie

### Albums
| Album met eventuele hitnotering(en) in de Nederlandse Album Top 100 | Datum van verschijnen | Datum van binnenkomst | Hoogste positie | Aantal weken | Opmerkingen   |
| ------------------------------------------------------------------- | --------------------- | --------------------- | --------------- | ------------ | ------------- |
| Night Out                                                           | 21-06-1979            | 29-09-1979            | 2               | 29           |               |
| Spirit of St. Louis                                                 | 1981                  | 21-03-1981            | 35              | 2            |               |
| Another Breath                                                      | 1983                  | -                     | -               | -            |               |
| The Very Best Of                                                    | 15-06-1992            | -                     | -               | -            | Verzamelalbum |
| Hit Collection                                                      | 29-06-2009            | -                     | -               | -            | Verzamelalbum |
| About Time                                                          | 26-09-2014            | -                     | -               | -            |               |
| Fighting Words                                                      | 06-08-2021            | -                     | -               | -            |               |

### Singles
| Single met eventuele hitnotering(en) in de Nederlandse Top 40 | Datum van verschijnen | Datum van binnenkomst | Hoogste positie | Aantal weken | Opmerkingen                                                                        |
| ------------------------------------------------------------- | --------------------- | --------------------- | --------------- | ------------ | ---------------------------------------------------------------------------------- |
| Paradise by the Dashboard Light                               | 1978                  | 25-11-1978            | 1(3wk)          | 23           | met Meat Loaf / Nr. 1 in de Single Top 100                                         |
| We Belong to the Night                                        | 14-09-1979            | 29-09-1979            | 1(3wk)          | 12           | Nr. 1 in de Single Top 100                                                         |
| What's a Matter Baby                                          | 1979                  | 22-12-1979            | 7               | 10           | Nr. 5 in de Single Top 100                                                         |
| The Time is Now                                               | 1980                  | 22-11-1980            | 19              | 5            | met Children of the World & Jimmy Hall / Nr. 33 in de Single Top 100 / Alarmschijf |
| The Shuttered Palace (Sons Of Europe)                         | 1981                  | -                     | tip 3           | -            | Nr. 45 in de Single Top 100                                                        |
| Hitsville U.K.                                                | 1981                  | -                     | tip 11          | -            | met The Clash                                                                      |
| I'm Just Happy To be Here                                     | 27-04-2021            | -                     | -               | -            |                                                                                    |
| Are You Good Enough                                           | 07-07-2021            | -                     | -               | -            |                                                                                    |

### NPO Radio 2 Top 2000
| Nummers met noteringen in de NPO Radio 2 Top 2000 | '99 | '00  | '01  | '02  | '03  | '04 | '05  | '06 | '07  | '08 | '09  | '10  | '11  | '12  | '13  | '14  | '15  | '16  | '17  | '18  | '19  | '20  | '21  | '22  | '23  |
| ------------------------------------------------- | --- | ---- | ---- | ---- | ---- | --- | ---- | --- | ---- | --- | ---- | ---- | ---- | ---- | ---- | ---- | ---- | ---- | ---- | ---- | ---- | ---- | ---- | ---- | ---- |
| We Belong to the Night                            | 899 | 544  | 806  | 874  | 1007 | 840 | 944  | 892 | 1114 | 920 | 1170 | 1006 | 1316 | 1185 | 1286 | 1207 | 1393 | 1458 | 1330 | 1547 | 1884 | 1597 | 1865 | 1944 | 1974 |
| What's a Matter Baby (Is It Hurting You?)         | -   | 1050 | 1416 | 1961 | 1936 | -   | 1961 | -   | -    | -   | -    | -    | -    | -    | -    | -    | -    | -    | -    | -    | -    | -    | -    | -    | -    |

1. ↑  Een '-' betekent dat het nummer niet was genoteerd en een vetgedrukt getal geeft de hoogste notering van een nummer aan.
2. ↑  Deze tabel is bijgewerkt tot en met de laatste editie (2024).

- Bibsys: 4105561
- Gemeinsame Normdatei: 134375092
- International Standard Name Identifier: 0000 0000 5547 1214
- Library of Congress Control Number: n93106461
- MusicBrainz: cebef2c4-a8b1-4c02-b4e1-1fd60a8e4af3
- Virtual International Authority File: 33676926
- WorldCat: E39PBJckQpry3KtMJ3tY4rHQv3